# Saradan (Karangmalang)
Saradan is een bestuurslaag in het regentschap Sragen van de provincie Midden-Java, Indonesië. Saradan telt 2342 inwoners (volkstelling 2010).